# 1988 RE5
1988 RE5 är en asteroid i huvudbältet som upptäcktes den 2 september 1988 av den belgiske astronomen Henri Debehogne vid La Silla-observatoriet.
Den har en diameter på ungefär 3 kilometer och den tillhör asteroidgruppen Nysa.